# Italian American Congressional Delegation
La Italian American Congressional Delegation (IACD) è una commissione bicamerale e "bipartisan" che raccoglie senatori e rappresentanti del Congresso, che dichiarano la propria discendenza italiana. Attualmente è composta da circa 200 membri: ventinove chiaramente legati ai loro antenati all'Italia e oltre centocinquanta membri associati che pur non essendo di origine italiana nutrono un interesse particolare verso i rapporti italo-americani, sia per la presenza nel loro distretto di una forte componente italoamericana, sia in considerazione di speciali legami economici o culturali tra l'Italia e il loro distretto.  
La Delegation, attualmente presieduta dalla democratica Rosa DeLauroe dal repubblicano Michael Rulli, svolge funzioni di riferimento degli interessi della comunità italoamericana nei suoi rapporti con le istituzioni politiche americane. Ogni due anni, con il rinnovo del Congresso, l'IACD si ricostituisce nei suoi membri e rinnova (o conferma) i suoi due presidenti.   

## 113º Congresso degli Stati Uniti d'America (3 gennaio 2013 – 3 gennaio 2015)[2]
- Presidenti: Bill Pascrell (democratico) e Pat Tiberi (repubblicano)

- Senatori (5): John Barrasso, Mike Enzi, Mary Landrieu, Patrick Leahy, Joe Manchin

- Rappresentanti (36): Mark Amodei, Lou Barletta, Suzanne Bonamici, Bob Brady, Kerry Bentivolio, Mike Capuano, David Cicilline, Peter DeFazio, Diana DeGette, Rosa DeLauro, Suzan DelBene, Michael F. Doyle, Jeff Fortenberry, Virginia Foxx, John Garamendi, Jim Gerlach, Michael Grimm, Joe Heck, Doug LaMalfa, Frank LoBiondo, Dan Maffei, Tom Marino, Kevin McCarthy, John Mica, George Miller, Steven Palazzo, Frank Pallone, Bill Pascrell, Nancy Pelosi, Scott Peters, Mike Pompeo, Jim Renacci, Tim Ryan, Steve Scalise, Mike Thompson, Pat Tiberi

## 112º Congresso degli Stati Uniti d'America (3 gennaio 2011 – 3 gennaio 2013)
- Presidenti: Bill Pascrell (democratico) e Pat Tiberi (repubblicano)

- Senatori (5): John Barrasso, John Ensign, Mike Enzi, Mary Landrieu, Patrick Leahy

- Rappresentanti (24): Mike Arcuri, John Boccieri, Bob Brady, Ginny Brown-Waite, Mike Capuano, Peter DeFazio, Rosa DeLauro, Michael F. Doyle, Virginia Foxx, Debbie Halvorson, Frank LoBiondo, Dan Maffei, Donald Manzullo, Eric Massa, John Mica, Jim Oberstar, Frank Pallone, Bill Pascrell, Nancy Pelosi, Tom Perriello, Tim Ryan, Steve Scalise, Mike Thompson, Pat Tiberi

## 108º Congresso degli Stati Uniti d'America (3 gennaio 2003 – 3 gennaio 2005)
- Presidenti: John Mica (repubblicano) e Jim Oberstar (democratico).

- Senatori (6): Pete Domenici, John Ensign, Mike Enzi, Mary Landrieu, Patrick Leahy, Rick Santorum.

- Rappresentanti (23): Bob Brady, Ginny Brown-Waite, Mike Capuano, Peter DeFazio, Rosa DeLauro, Vito Fossella, Michael F. Doyle, Mike Ferguson, Melissa Hart, Nick Lampson, Frank LoBiondo, Donald Manzullo, John Mica, Jim Oberstar, Frank Pallone, Bill Pascrell, Nancy Pelosi, Rick Renzi, Tim Ryan, Tom Tancredo, Mike Thompson, Pat Tiberi, Dave Weldon